# Haematopota obsoleta
Haematopota obsoleta är en tvåvingeart som beskrevs av Edwards 1916. Haematopota obsoleta ingår i släktet Haematopota och familjen bromsar. Inga underarter finns listade i Catalogue of Life.